# Nikolai Afanassjewitsch Krjutschkow
Nikolai Afanassjewitsch Krjutschkow (russisch Николай Афанасьевич Крючков; * 
24. Dezember 1910jul. / 6. Januar 1911greg. in Moskau; † 13. April 1994 ebenda) war ein sowjetischer Schauspieler, der zwischen 1932 und 1993 in mehr als 90 Filmen auftrat. Er war u. a. Held der sozialistischen Arbeit, Volkskünstler der UdSSR, Träger des Stalinpreises I. Klasse und zweifacher Träger des Leninordens. 

## Leben
Er war das Kind einer Arbeiterfamilie. 1928 bis 1930 absolvierte er eine Ausbildung auf dem Gebiet der Schauspielerei. 1933 trat er in seinem ersten Film auf (Randbezirk). Im Deutsch-Sowjetischen Krieg wurde er nicht an die Front geschickt, spielte aber in einigen Filmen auch militärische Rollen.
1987 verfasste er das Buch Wovon der Mensch lebt.

## Filmografie (Auswahl)
- 1936: Am blauesten aller Meere
- 1936: Die Dreizehn
- 1939: Schtschors
- 1946: Nebesny tichochod
- 1955: Ernst Thälmann – Führer seiner Klasse
- 1953: Sadkos Abenteuer
- 1959: Die Ballade vom Soldaten
- 1979: Marathon im Herbst
- 1989: Stalingrad